# Bogdan Konopka
Bogdan Konopka (Dynów, 23 luglio 1953 – Parigi, 19 maggio 2019) è stato un fotografo e critico d'arte polacco.

## Carriera
Ha iniziato la sua attività di fotografo a metà degli anni '70 in Polonia e nel 1989 si è trasferito in Francia. Nel 1998 gli è stato assegnato il Grand Prix de la Ville de Vevey al Concorso fotografico europeo.
Durante la sua carriera ha ricevuto numerose borse di studio, tra cui da Pro Helvetia (Svizzera 1993), City of Paris (1994), dall'Ambasciata francese a Pechino (2005), dall'Istituto culturale francese in Romania e Bielorussia (nel 2000 e nel 2004). 
Autore della famosa mostra Paris en gris (Parigi grigia) (2000) presso l' Istituto polacco di Parigi e The Invisible City (La ville invisibile) (2003) al Centre Georges Pompidou. Konopka preferiva lavorare principalmente con macchine fotografiche a grande formato .

## Mostre personali selezionate
Le mostre personali sono state le seguenti:
- Leçons de Ténèbres, Galleria Leica, Varsavia (2018).
- La magica Breslavia, Museo della città di Breslavia (2012);
- Grey Memory, galleria FF, Łódź (2009);
- Beijing Opera - work in progress, Galleria BWA, Bielsko-Biala (2006);
- Faces, galleria Galeria Mała CSW-ZPAF, Varsavia (2004);
- Mutatis mutandis, Festival Transphotographique, Lille, (2004);
- Autumn in Beijing, Galleria FF, Lódź (2004);
- The invisible city, Centre Georges Pompidou, Parigi (2003); Ping Yao Photofestival, Cina (2003);
- The cryptograms (insieme a Mariusz Hermanowicz), Galleria Entropia, Breslavia; Biennale di fotografia e arti visive, Liegi (2002);
- Reconnaissance, Nouveau Theatre d'Angers, Angers; Galleria PF, Poznań; Galleria Pennings, Eindhoven, Paesi Bassi (2001);
- Paris en gris, Mese della Fotografia, Istituto Polacco di Parigi; La Città Invisibile (La ville invisibile), Centro Culturale Francese, Cluj; Istituto Francese, Bucarest (2000)
- Reconnaissance, Images 2000 Vevey; Musee de Cassel (2000);
- The end and the beginning, Galleria Mała Galeria, Varsavia; La ville invisibile, Galleria Acta International, Roma; Ouvert-ferme, Galleria Françoise Paviot, Parigi (1998);
- La ville invisibile, Forum de l'Image, Tolosa (1997);
- La ville invisibile, Parigi; Galerie Arena, Arles e Galeria FF, Łódź (1995);
- Modern photography in France: from the collection of  FNAC, Mese della fotografia, Mosca (1996);
- L'aura de la durée, Settembre della Fotografia, Reims (1995);
- De rerum natura, Il maggio della fotografia, Reims;
- La ville invisibile, Festival della fotografia di Arles; Contacts, Castello di Angers (1994);
- Bogdan Konopka, Festival dei Rencontres d'Arles (1992);
- Jardins secrets, Saint-Florent-le-Vieil (1993);
- Photographs 1981-1989, Galleria Le Triangle, Rennes (1990);
- Meetings with photography, drawing and words, Galleria Entropia, Breslavia (1988);
- The lifetime reality, Galleria Galeria Czarna, Legnica (1985),
- "120", Galleria Okno, Legnica (1983),
- Empty-Full, Galleria Foto-Medium-Art, Breslavia (1982),
- Solidarity, Galleria "Na Antresoli", Breslavia (1981)

## Opere in collezioni
Di seguito un elenco delle opere contenute in alcune collezioni d'arte:
- Museo Nazionale d'Arte Moderna - Centre Georges Pompidou, Parigi;
- Bibliothèque nationale de France, Parigi;
- Collezione nazionale d'arte contemporanea, FNAC, Parigi;
- Musée Carnavalet, Parigi;
- Maison européenne de la photographie, Parigi;
- Conservatoire du Littoral, Parigi;
- Collection Fnac-Photo;
- Centre photographique de Nice, Nizza;
- Château d'eau de Toulouse, Tolosa;
- Centre régional photographique, Douchy-les-Mines;
- Musee des Beaux-Arts d'Angers, Angers;
- Artothéques de Nantes, Grenoble, Angers;
- Musee de Cassel;
- International Photographic Meetings: RIP Arles, Arles; Musee d'Art Moderne, Lodz; Musee National, Breslavia;
- Musée de l'Élysée, Losanna;
- Musee de l'appareil photographique, Vevey;
- Centre culturel français, Cluj;
- Collection Candace Periche.